# Poste-frontière de Niirala
Niiralan raja-asema (finnois : poste-frontière de Niirala) ou Niirala–Värtsilä est un poste-frontière situé à Värtsilä dans la commune de Tohmajärvi en Finlande,.

## Géographie
Niirala est un poste frontière entre la Finlande et la Russie situé à l'extrémité orientale de la route nationale 9.
La route bleue qui va du port de Nesna sur la côte atlantique en Norvège jusqu'à Petrozavodsk en république de Carélie traverse le poste-frontière.
Le poste est ouvert 24 heures sur 24.
Le poste frontière est à l'extrémité de la ligne Niirala–Säkäniemi à proximité de la gare de Niirala.